# Charlotte Sprangers
Charlotte Sprangers (Rotterdam, 19 juli 1942) is een Nederlands balletdanseres. Ze danste in de jaren 1960 voor het Scapino Ballet en  het Nationale Ballet en richtte in 1976 haar school Charlotte's Ballet op in Paramaribo, Suriname.

## Biografie
Sprangers ging na de lagere school naar de Industrieschool. Om vervolgens naar de balletacademie te kunnen, zou ze een mulo-diploma nodig gehad hebben. Vanwege haar talent werd echter een uitzondering gemaakt. Omdat haar moeder deze opleiding niet kon betalen, werd haar door de school voor een jaar een studiebeurs verstrekt. Daarna kreeg ze een rijksbeurs en kon ze de vierjarige opleiding afmaken. In 1960 behaalde aan de Rotterdamse Toonkunst Dansacademie haar diploma in klassiek toneel.
Van 1962 tot en met 1967 danste ze voor het Scapino Ballet en vervolgens tot 1970 voor het Nationale Ballet. Bij het laatste gezelschap schreef ze de choreografie van Jongeren in beweging en van Eén. Zij vertrok bij het Nationaal Ballet, omdat ze meer wilde dansen dan alleen maar karakterrollen. Toen ze van Wim Sonneveld de kans kreeg om in zijn musical De kleine parade op te treden, nam ze deze aan. Toen ze zichzelf afvroeg wat ze eigenlijk zelf wilde, bedacht ze dat ze zelf graag een eigen dansgroep wilde leiden. Van een oud-lerares hoorde ze dat er in Suriname behoefte was aan balletleraren en via Sticusa verkreeg ze de mogelijkheid om daar voor twee jaar naartoe te gaan. Toen ze daar eenmaal was merkte ze al binnen enkele weken dat haar verblijf langer zou gaan duren dan twee jaar.
Als lerares sloot ze zich aan bij de Internationale Balletschool van Joop van Alen en op 3 oktober 1976 begon ze in Paramaribo haar eigen school, Balletschool Charlotte. Eind jaren 1970 was ze een van de choreografen van het Nationaal Ballet Suriname. In 2007 voegde haar dochter Lilian Sprangers zich bij haar school met klassieke- en jazzlessen. In 2019 is ze nog steeds betrokken bij haar school. Samen met haar dochter werkten ze dat jaar aan de balletuitvoering Disney Princesses Through the Years.